# Нінтендокор
Нінтендокор (від англ. nintendocore, також відомий, як NEScore) є піджанром металкору з додаванням різного роду звуків та звукових схем, характерних для 8-бітних японських ігрових консолей — Nintendo Entertainment System (NES), звідки й очевидно походить назва стилю. Нінтендокор характерний перемішуванням гітарного рифінгу, бласт бітингу з різними 8-бітними семплами (Чиптюн). Досить часто використовується, характерна для металічної музики, манера виконання вокалу — гроулінг чи скримінг.

## Історія
Стиль спочатку був створений Натаном Вінніке з гурту Horse the Band. Гурт на той час грав щось на зразок нойз - металкору. Натан захопився відтворенням звуків 8-бітної приставки, а згодом взагалі пропустив звук через звуковий чип свого гейм-боя. Новий спосіб складання музичних композицій спочатку, позиціонувався гуртом, як такий собі жарт, проте згодом багато гуртів (Sky Eats Airplane, Antitainment, Sabrepulse та інші) починають його наслідувати і з'являється новий стиль з назвою нінтендокор. Проте, класичним нінтендокором вважається альбом гурту Horse the Band — A Natural Death, який з'явився на прилавках в 2007 році. Слід зауважити, що нінтендокор зараз дуже динамічно розивається і логічним було б передбачити його вихід з «підвальної музики» (андеграунду) на велику сцену (мейнстрім).

## Гурти, що грають в стилі Нінтендокор
- Antitainment
- As The World Fades
- Cutting Pink with Knives
- Dungeon Elite
- Error37
- Horse the Band
- Dammit! I Lost My Cookies!
- Iamerror
- Karate High School
- Math the Band
- Panda! Panda! Panda!
- Party Shank
- Sabrepulse
- Sky Eats Airplane
- T-Black Viruz
- The Advantage
- The Hunt for Yoshi
- The Protomen
- 100DEADRABBITS
- 8 Bit Weapon
- Totally Radd!!
- Fucking Werewolf Asso
- Bubblegum Octopus
- Tex Taiwan
- Gidropony
- GO! with Fourteen O
- Bondage Fairies
- Retard-O-Bot